# Megateg covacevichae
Megateg covacevichae är en spindelart som beskrevs av Raven och Kylie S. Stumkat 2005. Megateg covacevichae ingår i släktet Megateg och familjen Zoropsidae.
Artens utbredningsområde är Queensland. Inga underarter finns listade i Catalogue of Life.